# Estação Pitis

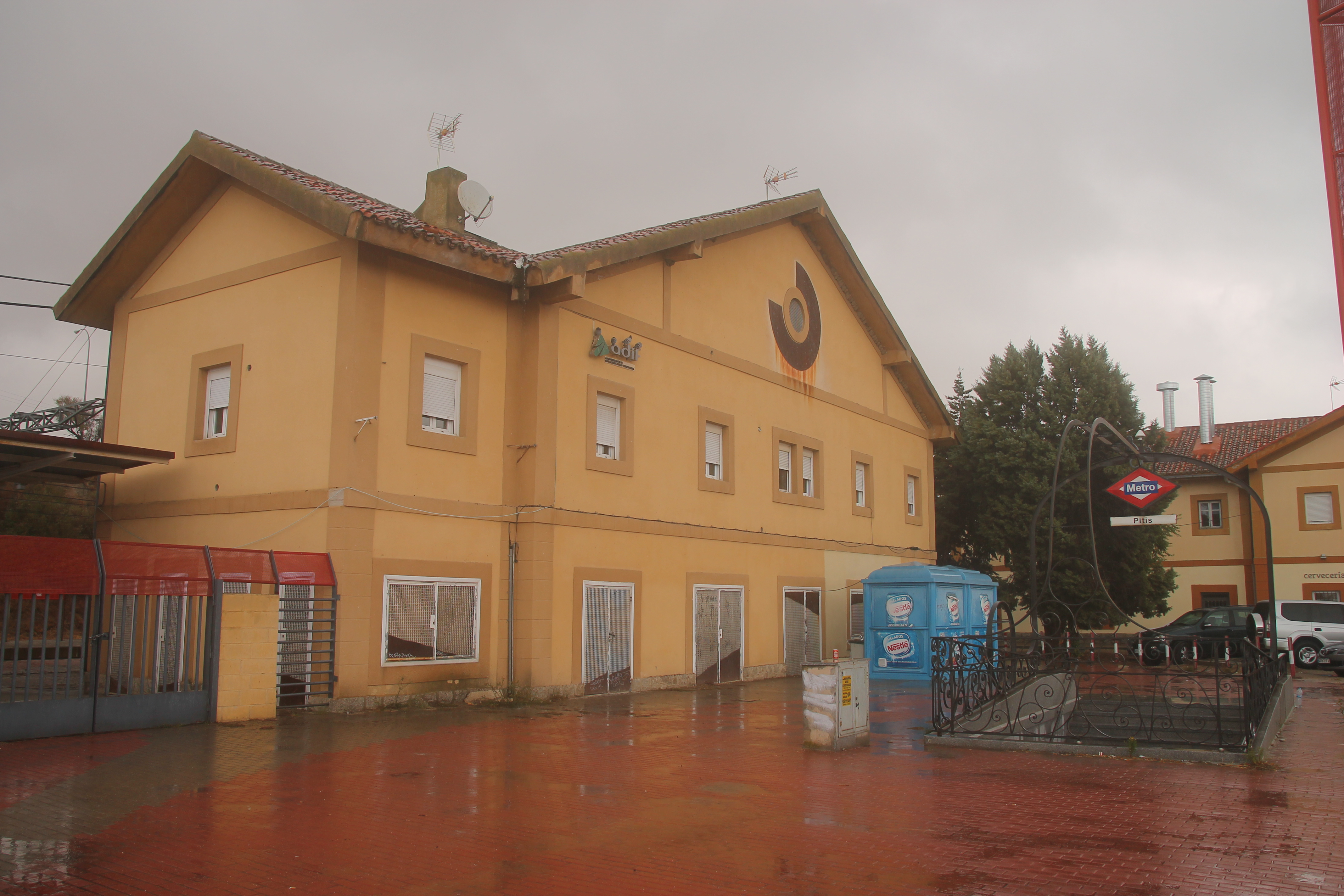
Estação do Pitis.

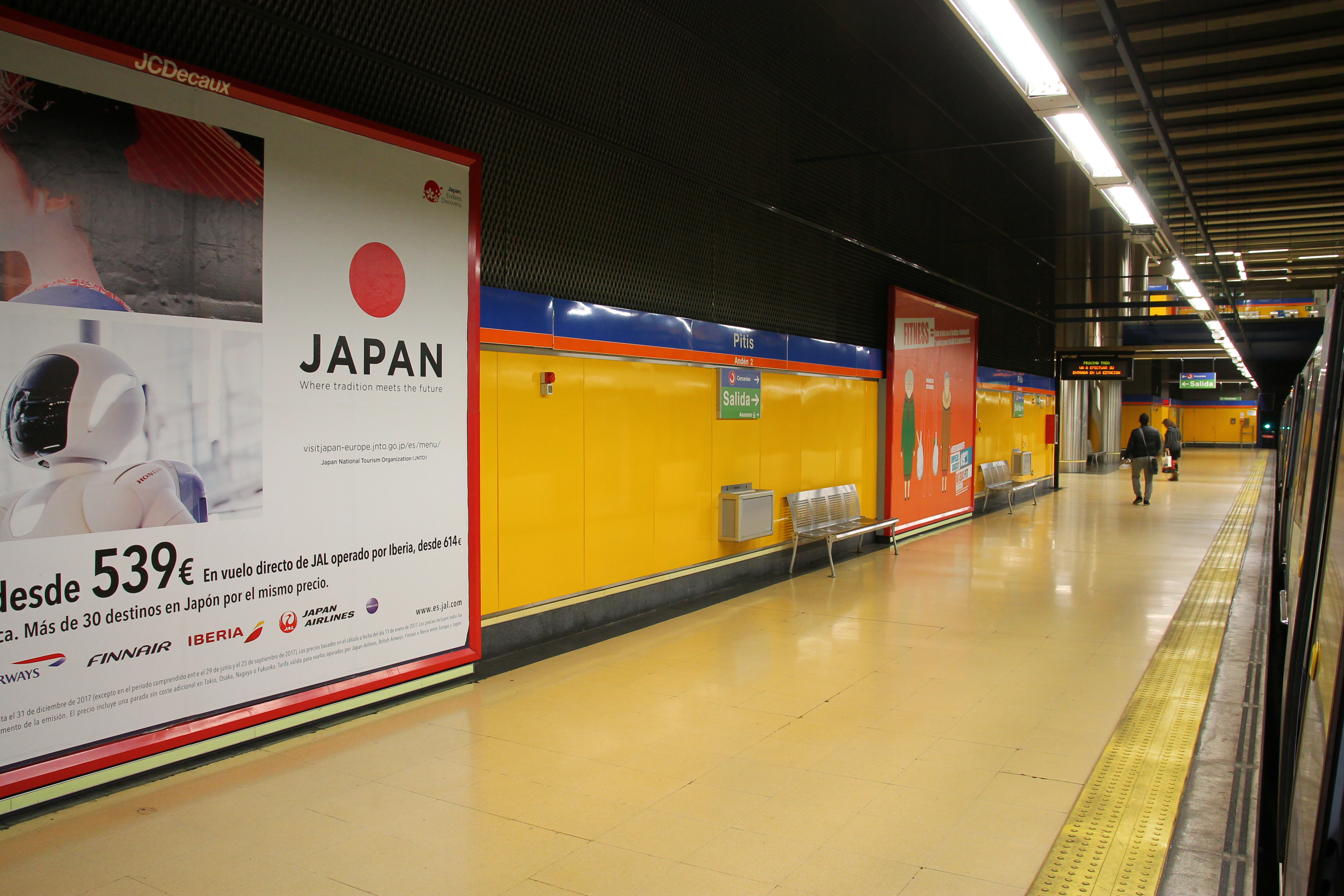
Plataforma de embarque.

Pitis é uma estação da Linha 7 do Metro de Madrid, com conexões disponíveis com as linhas C-3a, C-7 e C-8, do serviço ferroviário de Cercanías Madrid.

## História
A estação é uma antiga parada ferroviária  que ficou que ficou desativada até 1996 quando foi reativada com a extensão do metrô até ela. A estação de metrô foi inaugurada em 29 de março de 1999 com a extensão da linha da estação Valdezarza até esta estação.